# Geschützwagen Mk.VI 736 (e)
Geschützwagen Mk.VI 736 (e) (сокр. G.W. Mk.VI (e), полн. Geschützwagen auf Fahrgestell leichter Panzerkampfwagen Mk.VI 735 (e)) — немецкая лёгкая САУ, разработанная в 1940 году на базе английского трофейного лёгкого танка Mk.VI. Именно эти машины являются первыми образцами «самоходных лафетов»  (нем. Selbstfahrlafette) Вермахта.

## История создания
Во время оккупации Франции в 1940-м году Третий Рейх захватил около 300 британских Light Tank Mk.VI моделей В и С, 18 из которых было решено переделать в лёгкие САУ двух типов: оснащённых 105-мм лёгкой полевой гаубицей и 150-мм тяжёлой полевой гаубицей.
Инициатором и изготовителем данных САУ было подразделение командира 12-й батареи 227-го артиллерийского полка гауптмана Альфреда Беккера (нем. Alfred Becker), который ранее уже отличился при оккупации Голландии тем, что при помощи трофейной техники полностью моторизовал своё подразделение, которое передвигалось в основном при помощи гужевого транспорта из-за того, что имело на вооружении в устаревшие немецкие орудия времён Первой Мировой (10,5 cm leFH 16, 15 cm sFH 13 и др.).
После того, как операция по захвату Франции была закончена и войска получили передышку, он со своими солдатами (в основном квалифицированными рабочими паровозостроительной промышленности города Крефельда) занялся изготовлением из шасси захваченных танков первых «самоходных лафетов». Первая опытная машина вообще не имела броневой рубки и орудие располагалось открыто, будучи немного прикрыто снизу бортами исходной машины. Экипаж для первой опытной машины был набран Беккером из подготовленных артиллеристов своего же подразделения.
Первые стрельбы и испытания машин проходили в июне 1940 года на полигоне города Арфлёр, недалеко от Гавра, (Франция). Личные связи помогли Беккеру договориться о поставке 20-мм броневых листов для броневых рубок САУ со сталепрокатного завода города Крефельда. Первая бронированная САУ имела броневую рубку упрощённой формы с прямым лобовым бронелистом. Как и опытная машина она была вооружена 105-мм гаубицей.
В подразделении эти САУ назвали «штурмовыми танками» (нем. Sturmpanzer), что вводило людей в заблуждение, так как САУ были легкобронированы и не могли использоваться на передовой и для непосредственной поддержки пехоты. Предполагалось, что данные САУ стоит использовать разумно, для быстрой переброски в те места, где пехоте требуется огневая поддержка артиллерии. Этому способствовали их высокая подвижность и хорошая управляемость.
Помимо 6-ти самоходных артиллерийских установок на базе лёгкого танка Mk.VI немцы построили 4 машины передовых артиллерийских наблюдателей и 12 подвозчиков боеприпасов.
Впоследствии, для упрощения обслуживания и ремонта, а также с целью унификации, Беккер перевёл всё своё подразделение на захваченную английскую матчасть. В частности использовались строго ограниченные типы английских грузовиков, шасси только лёгких танков Mk.VI, а в качестве бронетранспортёров — английские «Universal Carrier». Такую инициативность явно поддерживало и поощряло командование Беккера, хотя представители управления по вооружению эти работы не поддерживали.

## Конструкция
САУ представляла из себя лёгкий танк Mk.VI без башни и установленной на её месте неподвижной рубки, открытой сверху. На танке был установлен шестицилиндровый двигатель мощностью 88 л/с, а броня танка состояла из листов толщиной от 4 до 14 мм. В родной комплектации танк развивал скорость до 56 км/ч и имел запас хода около 210 км. Большим плюсом конструкции исходного танка было то, что все основные узлы и агрегаты (двигатель, трансмиссия, ведущие колеса и т. д.), а также место механика-водителя были компактно сосредоточены в передней части корпуса, что позволяло свободно переделывать заднюю часть корпуса и размещать там орудие, его расчёт и боеукладку.
Бронированная рубка изготавливалась из броневых листов разной толщины, расположенных под рациональными углами наклона со значительным усилением лобовой брони. Она была открыта сверху, но имелась возможность укрыть боевое отделение САУ от осадков складным брезентовым тентом. Расчёт САУ составлял 4 человека, боеукладка располагалась по середине на полу боевого отделения и частично вдоль бортов рубки. Не считая упрощённых опытных образцов, основная часть машин имела лобовой лист рубки более сложной выступающей формы, появилось бронирование корыта люльки (от попадания пуль в вступающее из рубки небронированное корыто легко повреждаются противооткатные устройства пушки), появился пулемёт MG-34 для самообороны и стереотруба для корректировки огня.
Так как шасси было от лёгкого танка, Беккер предпринял меры для уменьшения отдачи. В частности на корме САУ располагался откидной сошник, для упора задней части САУ в землю, который должен был поглощать часть отдачи от выстрела.

## Вооружение
Пулемёт MG-34 — зенитный пулемёт, предназначался для самообороны САУ. Располагался открыто спереди справа сверху на броневой рубке. В походном положении мог закрываться от пыли чехлом.
105-мм лёгкая полевая гаубица обр. 1916 года (нем. 10,5 cm leFH 16, полное название 10.5-cm-leichte Feldhaubitze 16) — к моменту событий представляло собой уже технически устаревшее орудие времён Первой Мировой. Затвор клиновый поперечный, вес около 1,2 тонны, дальность стрельбы до 7600 метров. Ими было вооружено 6 шасси.
150-мм тяжёлая полевая гаубица обр. 1913 года (нем.15 cm sFH 13, полное наименование 15 cm schwere Feldhaubitze 1913) — также устаревшее орудие Первой Мировой, которые было разработано Круппом и поступило в войска в 1917 году. Затвор клиновый поперечный. При массе орудия около 2-х тонн, оно имело дальность стрельбы до 8600 метров. Беккер хотел построить машину с таким орудием, но это оказалось невозможным.

## Боевое применение
Все эти машины поступили на вооружение 15-й батареи 227-го артполка, из которой потом сформировали 1-ю батарею штурмовых орудий 227-го артполка (нем. 1. Sturmgeschütz-Batterie). К 13 июля 1941 года подразделение было окончательно сформировано. Первые стрельбы в составе подразделения прошли на стрельбище около Беверло в оккупированной Бельгии. Так как расчёты были хорошо знакомы как с орудиями, так и с машинами, в создании которых они принимали непосредственной участие, результаты учений были хорошие.
В октябре 1941 года полк убыл на Восточный фронт, в район Ленинграда (северный участок фронта немецких войск), где САУ получили боевое крещение. В целом отмечается, что САУ действовали на фронте вполне успешно и даже смогли проявить себя в противотанковой обороне, сумев с помощью специальных снарядов уничтожить 34 танка противника. Больше машины нигде не воевали, их эксплуатация продолжалась до конца 1942 года, когда последние из них были потеряны в боях, преимущественно в результате подрыва на минах.

## Другие машины на базе  танка Mk.VI

### Машина передовых артиллерийских наблюдателей
Помимо самоходок Беккер на шасси тех же лёгких танков, что и САУ, изготовил для своего подразделения четыре машины передовых артиллерийских наблюдателей (нем. Funk- und Beobachtungspanzer auf Fahrgestell leichter Panzerkampfwagen Mk.VI 735 (e)). Машина имела маленькую вращавшуюся башенку с приборами наблюдения и радиостанцию с антенной. Вооружение, кроме личного у экипажа, отсутствовало.

### Подвозчик боеприпасов
С целью унификации по шасси, удобства обслуживания и боевой работы, Беккер из таких же лёгких танков Mk.VI изготовил 12 подвозчиков боеприпасов (нем. Munitionspanzer auf Fahrgestell leichter Panzerkampfwagen Mk.VI 735 (e)). Они получили небольшую бронированную рубку для перевозки боеприпасов и тентированные прицепы. Машина имела радиостанцию с антенной для связи с батареей САУ.

### САУ с 75-мм орудием
В опытном порядке в подразделении Беккера на таком же шасси танка Mk.VI, как и у остальных машин, был собран прототип САУ с 75-мм противотанковой пушкой PaK-40. Развития данная идея не получила.

## В массовой культуре

### В компьютерных играх
САУ G.W. Mk.VI (e) представлена в игре World of Tanks как немецкая коллекционная САУ 2-го уровня под обозначением G.Pz. Mk. VI (e). В игре представлена со 105-мм гаубицей.